# 서아마존쌀쥐
서아마존쌀쥐(Hylaeamys perenensis)는 비단털쥐과 큰머리쌀쥐속에 속하는 설치류의 일종이다. 서아마존(콜롬비아 남동부, 에콰도르 동부, 페루 동부, 볼리비아 북부, 브라질 서부)에서 발견된다. 잡식성 동물로 야행성이며 독거 생활을 한다. 강가에서 주로 발견된다.